# Нівкі (Домбровський повіт)
Нівкі (пол. Niwki) — село в Польщі, у гміні Олесно Домбровського повіту Малопольського воєводства.
Населення — 217 осіб (2011).
У 1975-1998 роках село належало до Тарновського воєводства.

## Демографія
Демографічна структура станом на 31 березня 2011 року:
|          | Загалом | Допрацездатний вік | Працездатний вік | Постпрацездатний вік |
| -------- | ------- | ------------------ | ---------------- | -------------------- |
| Чоловіки | 110     | 20                 | 75               | 15                   |
| Жінки    | 107     | 26                 | 63               | 18                   |
| Разом    | 217     | 46                 | 138              | 33                   |